# Microsoft 365
Microsoft 365 là một gia đình sản phẩm của phần mềm tăng cường năng suất, hợp tác và dịch vụ dựa trên đám mây thuộc sở hữu của Microsoft. Nó bao gồm các dịch vụ trực tuyến như Outlook.com, OneDrive, Microsoft Teams, các chương trình trước đây được tiếp thị dưới tên Microsoft Office (bao gồm các ứng dụng như Word, Excel, PowerPoint, và Outlook trên Microsoft Windows, macOS, thiết bị di động, và trên web), các sản phẩm và dịch vụ doanh nghiệp liên quan đến những sản phẩm này như Exchange Server, SharePoint, và Yammer. Nó cũng bao gồm các gói đăng ký bao gồm các sản phẩm này, bao gồm cả các gói có giấy phép dựa trên đăng ký cho phần mềm trên máy tính để bàn và di động, cùng với dịch vụ email và intranet được lưu trữ.
Thương hiệu Office 365 được giới thiệu vào năm 2010 để đề cập đến một nền tảng phần mềm dựa trên dịch vụ dựa trên đăng ký dành cho thị trường doanh nghiệp, bao gồm các dịch vụ được lưu trữ như Exchange, SharePoint và Lync Server, cùng với Office trên web. Một số kế hoạch cũng bao gồm giấy phép cho phần mềm Microsoft Office 2010. Khi Office 2013 được phát hành, Microsoft bắt đầu quảng cáo dịch vụ này như là mô hình phân phối chính cho bộ ứng dụng Microsoft Office, bổ sung các kế hoạch dành cho người tiêu dùng tích hợp với các dịch vụ như OneDrive và Skype, và tập trung vào việc cập nhật tính năng liên tục (không giống với các giấy phép không dựa trên đăng ký, nơi các phiên bản mới đòi hỏi mua một giấy phép mới và không nhận cập nhật tính năng).
Vào tháng 7 năm 2017, Microsoft giới thiệu thương hiệu dịch vụ đăng ký thứ hai dành cho thị trường doanh nghiệp được gọi là Microsoft 365, kết hợp Office 365 với Windows 10 Enterprise và các sản phẩm quản lý khác dựa trên đám mây như bảo mật mạng và quản lý thiết bị. Vào ngày 21 tháng 4 năm 2020, Office 365 đã được đổi tên thành Microsoft 365, để nhấn mạnh việc bao gồm các sản phẩm và dịch vụ ngoài gia đình phần mềm Microsoft Office cốt lõi hiện tại (bao gồm các công cụ tăng cường năng suất dựa trên đám mây và tính năng trí tuệ nhân tạo). Hầu hết các sản phẩm trước đây được gọi là Office 365 đã được đổi tên thành Microsoft 365 vào cùng một ngày. Vào tháng 10 năm 2022, Microsoft thông báo rằng họ sẽ ngừng sử dụng thương hiệu "Microsoft Office" vào tháng 1 năm 2023, với hầu hết các sản phẩm và dịch vụ tăng cường năng suất trực tuyến của họ được tiếp thị chủ yếu dưới thương hiệu "Microsoft 365".